# Антиведовской памфлет
Антиведовско́й памфле́т — разновидность художественно-публицистического произведения, брошюра или статья резко обличительного содержания о колдовстве или одержимости, получившая распространение в позднем средневековье, в период охоты на ведьм. Антиведовской памфлет, как и памфлет в широком смысле, представлял собой небольшое издание, адресованное широкому кругу читателей, состоящее из нескольких страниц или одного листа, впоследствии сложенного несколько раз. Антиведовские памфлеты повествовали о случаях демонической одержимости и колдовства.

## История
Период конца XV — середины XVII веков в Западной Европе отмечен таким явлением, как охота на ведьм. В 1542 году был опубликован первый билль против ведьм. Далее эти акты выходили регулярно. Массовое уголовное преследование ведьм и колдунов осуществлялось инквизицией, чьи судебные разбирательства получали большой резонанс в средневековом обществе. Суды сопровождались задокументированными протоколами и свидетельствами. В середине XVI — начале XVII судебные свидетельства, отчёты и описания случаев, обрамлённые авторским словом, рождают жанр антиведовского памфлета. Памфлет — сугубо английское явление.
Памфлет представлял собой небольшую книжечку, набранную, как правило, готическим шрифтом. Антиведовской памфлет повествовал о случаях одержимости и свершения колдовства, но роль автора в нём наделила данный жанр назидательной функцией. Одержимость и колдовство — главные темы жанра.
По предположениям исследователей, первый памфлет о колдовстве был посвящён первому из известных английских судебных процессов над ведьмами 1563 года, но он не сохранился. Первый памфлет об одержимости датируется 1564 годом. Со временем наблюдается тенденция к слиянию жанров памфлета об одержимости и памфлета о колдовстве.
С момента появления в 1560-х гг. популярность жанра растёт и достигает своего пика на рубеже веков — 1590—1620-х гг.. Антиведовские памфлеты получают широкое распространение ввиду низкой стоимости издания, а также из-за простого стиля изложения, приближенного к разговорному. Среди прочего, популярности антиведовских памфлетов среди читателей служил интерес средневекового человека к чудесам и аномалиям.

## Содержание памфлетов
Автор данного документа зачастую оставался анонимным, а текст являлся компиляцией различных свидетельств. Памфлет вместе с простотой изложения предлагал крайне субъективное видение событий, язык изобиловал стереотипными описаниями.
Будучи жанром, антиведовской памфлет строился по образцу, где непременно присутствовало обращение автора к читателям и заключительное слово, функцией которых являлось назидание и убеждение читателя в победе добра над злом. Заголовок памфлета, подобно газетному, должен был завлечь читателя и создать интригу, в нём непременно использовалось указание на достоверность произошедших событий: «Истинное сообщение о странных мучениях и избавлении от них Томаса Дарлинга, мальчика тринадцати лет от роду, который был одержим Дьяволом и связанными с этим ужасными припадками и проявлениями, случившимися в Бертоне-на-Тренте, графства Стаффорда». События в памфлете репрезентировались с документальной точностью — с указанием места и даты произошедшего. В описании также использовались экспертные и свидетельские показания, например отчёты или испытания. Одними из центральных в повествовании оказывались сцены мучений и экзорцизма одержимого. В то же время причинам одержимости уделялось скромное внимание.

## Влияние на развитие публицистики
В 1487 году вышло первое издание «Молота ведьм», за XVI и XVII века было выпущено 29 изданий. Это был один из самых популярных текстов, но предназначался он для очень образованных людей и для церковных судей, текст был нагружен множеством отсылок к Библии и другим текстам, для простых обывателей такая литература оставалась недоступной. Среди прочего популярности антиведовских памфлетов среди читателей служил интерес средневекового человека к чудесам и аномалиям.
Антиведовские памфлеты писались простым языком, стоимость издания была невысокой, они были доступны широкой аудитории. Читала эти памфлеты самая разная публика, каждый порядочный издатель вёл журнал публикаций, отсюда известно, сколько людей читали памфлеты, которые рассылались в другие города и деревни. Исследования, основанные на тиражах литературы, говорят, что 70 процентов англичан были грамотны, эта литература была довольно дешёвой, стоила 2 пенса, 1/4 от дневного заработка.
Памфлеты предшествовали многим периодическим изданиям. Стиль изложения, способ использования заголовков и подводок, синтез авторского языка и документальных вставок — эти черты во многом предопределили язык периодической публицистики.

## Исследования и критика
Многие исследователи указывают на то, что антиведовской памфлет не может служить документом, достоверно свидетельствующем об исторических процессах, однако этот жанр является документальным свидетельством о средневековой повседневности, поскольку репрезентирует средневековые представления о добре и зле, волшебстве и колдовстве, божественном и демоническом. Исследователь Ю. Ф. Игина подчёркивает, что несмотря на то, что памфлеты формировались на народных представлениях, необходимо учитывать, что они были средством воздействия на народное восприятие господствующей культуры и власти. Этим определяется дискуссионный характер источника и сложность его интерпретации.
Ведущими исследователями жанра являются Марион Гибсон и Ю. Ф. Игина.

## В массовой культуре
Пародией на антиведовской памфлет является фильм Беньямина Кристенсена «Ведьмы» 1922 года.